# راه‌آهن ملی مصر
راه‌آهن ملی مصر (عربی: السكك الحديدية المصرية) شرکت ترابری ریلی مصری است، که در سال ۱۸۵۴ تأسیس شد.